# فرودگاه گیسنیی
فرودگاه گیسنیی (به انگلیسی: Gisenyi airport) یک فرودگاه همگانی، غیرنظامی با کد یاتا GYI است که یک باند فرود آسفالت دارد و طول باند آن ۱۰۱۰ متر است. این فرودگاه در کشور روآندا قرار دارد و در ارتفاع ۱۵۴۹ متری از سطح دریا واقع شده‌است.